# Ларрі Гурас
Ларрі Роберт Гурас (народився 8 липня 1955) — канадський професійний хокейний тренер і колишній гравець. Останнім часом він працював головним тренером ХК Фрібург-Готтерон зі швейцарської вищої ліги НЛА .

## Ігрова кар'єра
Гурас став професіоналом у 1975 році, коли його вибрали « Нью-Йорк Рейнджерс » на драфті НХЛ (5-й раунд, 84-й загалом). Він провів деякий час у Міжнародній хокейній лізі (IHL) та Американській хокейній лізі (AHL), перш ніж 27 лютого 1977 року дебютував у Національній хокейній лізі (NHL) у складі «Рейнджерс», за який він зіграв свої єдині дві гри в НХЛ. У наступні три сезони він посилив реєстр Солт-Лейк-Голден Іглз і Даллас Блек Хоукс з Центральної хокейної ліги (CHL), після чого виступив за команду Port Huron Flags у IHL.
У 1980 році Гурас підписав контракт з Grenoble métropole hockey 38 у Франції. Він провів у клубі три роки, перш ніж перейти до іншої французької команди Gap Hockey Club . У 1988 році він перейшов до « Драгонс де Руан » і за шість років з клубом виграв чотири національних чемпіонати Франції, три з них як гравець-тренер.

## Тренерська кар'єра
У 1994 році Гурас був призначений головним тренером клубу Цюрхер зі швейцарської елітної ліги NLA, де він працював два роки. Під час сезону 1996-97 він був найнятий іншою стороною NLA Амбрі-Піотта. Під його керівництвом Амбрі завершив регулярний сезон 1998-99 на вершині таблиці, перш ніж програти у фіналі ХК «Лугано». Того сезону він отримав нагороди як тренер року в Швейцарії. Гурас привів команду до півфіналу в 1997-98 і 1999-00 роках, а також створив клуб на міжнародній арені, вигравши з командою два титули Континентального кубка ІІХФ (1998 і 1999), а також Суперкубок ІІХФ 1999 року. Амбрі та Гурас не дійшли згоди щодо нового контракту в 2000 році, тож він прийняв пропозицію повернутися в Цюрхер на друге перебування в клубі.  У ZSC він збільшив свій титул, вигравши національний чемпіонат Швейцарії 2001 року та Континентальний кубок IIHF . Він був звільнений у листопаді 2001 року після того, як зазнав поразки в одинадцяти з 23 ігор з початку кампанії 2001-02. 
Гурас залишився в швейцарській НЛА і був призначений головним тренером ХК Лугано до сезону 2002-03. Він привів команду до чемпіонату Швейцарії у свій перший рік і до фіналу в 2003-04. Гурас був звільнений від своїх обов'язків під час чвертьфіналу плей-оф 2006 року  і замінений на Гарольда Крейса, який згодом виграв титул з командою.
У листопаді 2006 року він вдруге за свою кар’єру обійняв обов’язки головного тренера ХК «Амбрі-Піотта». Він відірвав команду від дна Національної ліги А і зумів зберегти Амбрі в лізі.
Після роботи в норвезькому «Ставангер Ойлерс» (2007–2008) та австрійський «Філлах» (2008–2009), Гурас повернувся до Швейцарії, де в 2009 році очолив «Берн». Він відразу досяг успіху, привівши SCB до титулу NLA в перший же рік. У своєму другому сезоні Берн дійшов до півфіналу. У жовтні 2011 року Гураса було звільнено з посади, коли він керував третім роком, оскільки керівництво клубу хотіло «більш привабливого стилю хокею». Лише через пару днів він повернувся на другий період у ХК «Лугано». Його повноваження закінчилися в кінці сезону 2012-13.
У листопаді 2013 року Гурас приєднався до тренерського штабу ЕХК Мюнхен німецької ДЕЛ, працюючи асистентом П'єра Пейджа. Він був призначений головним тренером тодішнього чинного чемпіона Німеччини ЕРК Інгольштадт на сезон 2014-15 і привів «Пантер» до ще одного виступу у фіналі DEL, де вони не програли Адлеру Мангейму.
Гурас пішов із Інгольштадта через рік і обійняв посаду головного тренера МОДО у шведській ШХЛ. Після невдалого початку сезону 2015-16, набравши десять очок у перших 15 іграх і програвши сім ігор поспіль, Гурас і його команда були звільнені в листопаді 2015 року. Наприкінці вересня 2016 року він був призначений головним тренером «Фрібур-Готтерон» з НЛА, замінивши Герда Ценгойзерна. У сезоні 2016-17 «Гурас» привів «Фрібур» до півфіналу хокейної Ліги чемпіонів, де вони поступилися «Фрелунді». У НЛА його команда не вийшла в плей-оф, Гурас і Фрібург звільнились після сезону.

## Статистика кар'єри
| 1972–73    | Kitchener Rangers       | OHA        | 60 | 0 | 7  | 7  | 55  |    |    |    |    |    |
| 1973–74    | Kitchener Rangers       | OHA        | 67 | 4 | 22 | 26 | 83  |    |    |    |    |    |
| 1974–75    | Kitchener Rangers       | OMJHL      | 68 | 4 | 28 | 32 | 166 |    |    |    |    |    |
| 1975–76    | Port Huron Flags        | IHL        | 17 | 3 | 9  | 12 | 49  |    |    |    |    |    |
| 1975–76    | Providence Reds         | AHL        | 55 | 0 | 12 | 12 | 102 | 3  | 0  | 1  | 1  | 9  |
| 1976–77    | New Haven Nighthawks    | AHL        | 48 | 0 | 6  | 6  | 82  | 4  | 0  | 0  | 0  | 0  |
| 1976–77    | New York Rangers        | NHL        | 2  | 0 | 0  | 0  | 0   | -- | -- | -- | -- | -- |
| 1977–78    | Salt Lake Golden Eagles | CHL        | 52 | 5 | 7  | 12 | 55  | 1  | 0  | 0  | 0  | 0  |
| 1978–79    | Salt Lake Golden Eagles | CHL        | 32 | 1 | 9  | 10 | 52  | -- | -- | -- | -- | -- |
| 1978–79    | Dallas Black Hawks      | CHL        | 6  | 0 | 1  | 1  | 21  | -- | -- | -- | -- | -- |
| 1979–80    | Port Huron Flags        | IHL        | 77 | 3 | 28 | 31 | 106 | 11 | 1  | 1  | 2  | 27 |
| 1981–82    | Grenoble                | Franc      | 0  | 5 | 16 | 21 | 0   |    |    |    |    |    |
| 1989–90    | Rouen                   | Franc      | 25 | 1 | 5  | 6  | 18  |    |    |    |    |    |
| 1990–91    | Rouen                   | Franc      | 28 | 1 | 6  | 7  | 18  | 9  | 2  | 2  | 4  | 6  |
| NHL totals | NHL totals              | NHL totals | 2  | 0 | 0  | 0  | 0   | -- | -- | -- | -- | -- |

## Досягнення

### Як гравець
- Чемпіонат Франції: 1981, 1982 (Гренобль), 1990 (Руан)

### Як тренер
- Чемпіонат Франції: 1992, 1993, 1994, 1995 (Руан) (тренер-гравець)
- Швейцарський тренер року: 1998–99 (Амбрі-Піотта)
- Володар Континентального кубка та Суперкубка з хокейним клубом Амбрі Піотта 2000 року.
- Чемпіонат Швейцарії: ЦСК Лайонс 2001, Лугано 2003, Берн 2010, як головний тренер